# Suwaibou Sanneh
Suwaibou Sanneh (* 30. Oktober 1990 in Soma) ist ein Leichtathlet aus dem westafrikanischen Staat Gambia. Er läuft die Kurzstrecke über 100 und 200 Meter. Zu Anfang seiner Karriere nahm er noch an Wettbewerben im 400-Meter-Lauf teil.

## Leben
Nach dem Besuch der Grundschule wechselte Sanneh 2004 auf die Gambia Senior Secondary School in Banjul, dort wurde sein sportliches Talent entdeckt und gefördert. Er nahm an zahlreichen internationalen Wettkämpfen teil und gewann dabei einige Medaillen. 2007 lief er die 100 Meter in 10,53 Sekunden und lag nur 0,3 Sekunden über dem nationalen Rekord, der von Jaysuma Saidy Ndure aufgestellt wurde.
An Olympischen Spielen nahm er 2008 erstmals teil.

## Olympische Spiele
Suwaibou Sanneh nahm bei den Olympischen Sommerspielen 2008 in Peking an einem Wettbewerb teil: Im Wettbewerb 100-Meter-Lauf war Sanneh der ersten Runde der ersten Gruppe zugeteilt. Den Wettbewerb beendete er als Fünfter in einer Zeit von 10,52 Sekunden. Für eine zweite Runde qualifizierte er sich nicht, von allen Teilnehmern erreichte er den 46. Platz.
In London nahm er ein zweites Mal an Olympischen Spielen teil. Diesmal konnte er sich im Vorlauf mit 10,21 s für das Halbfinale qualifizieren. Hier lief er zwar mit 10,18 seine persönliche Bestleistung, er schied jedoch als Letzter seines Halbfinallaufes aus.

## Bestzeiten
| Disziplin      | Ergebnis | Datum           | Ort         | Wettbewerb              |
| -------------- | -------- | --------------- | ----------- | ----------------------- |
| 100-Meter-Lauf | 10,18 s  | 5. August 2012  | London      | Halbfinale Olympia 2012 |
| 100-Meter-Lauf | 10,43 s  | 30. April 2008  | Addis Abeba |                         |
| 200-Meter-Lauf | 21,57 s  | 11. August 2007 | Ouagadougou |                         |
| 400-Meter-Lauf | 49,69 s  | 13. Mai 2005    |             |                         |